# Esquirol volador blanc i negre
L'esquirol volador blanc i negre (Hylopetes alboniger) és una espècie de rosegador de la família dels esciúrids. Viu a Bangladesh, Bhutan, Cambodja, la Xina, Laos, Myanmar, el Nepal, Tailàndia i el Vietnam. Es tracta d'un animal nocturn i arborícola. Els seus hàbitats naturals són els boscos de montà tropicals i subtropicals, així com rouredes i boscos de rododendres a altituds d'entre 1.500 i 3.400 msnm. Algunes poblacions estan amenaçades per la caça i la destrucció del seu entorn.